# Yamamotos reciprocitetslag
Inom matematiken är Yamamotos reciprocitetslag, introducerad av Yamamoto (1986), en reciprocitetslag relaterad till klasstal av kvadratiska talktoppar.